# ユースフ・サフリ
ユースフ・サフリ（Youssef Safri, 1977年1月7日 - ）は、モロッコ・カサブランカ出身の元サッカー選手。ポジションはミッドフィールダー。

## 代表歴
世代別モロッコ代表として1997年のFIFA U-20ワールドカップ、2000年のシドニーオリンピックに出場した。
モロッコA代表としては2002、2004、2006、2008年のアフリカネイションズカップに出場した。

## タイトル
- ラジャ・カサブランカ

モロッコ・リーグ (1):2001
- カタールSC

クラウンプリンスカップ (1):2009